# Alfa Romeo Cuneo
De Alfa Romeo Cuneo is een conceptauto van het Italiaanse autohuis Alfa Romeo uit 1968.
De auto is ontworpen door Pininfarina en vormt een van de vier designstudies gebaseerd op de Alfa Romeo 33 Stradale. De andere designstudies waren de Alfa Romeo Carabo, Alfa Romeo Iguana en de Alfa Romeo Navajo. De cabrio ligt extreem laag op het wegdek, en heeft bijna wat weg van een uitgebouwde go-kart.